# Henschel Hs 117

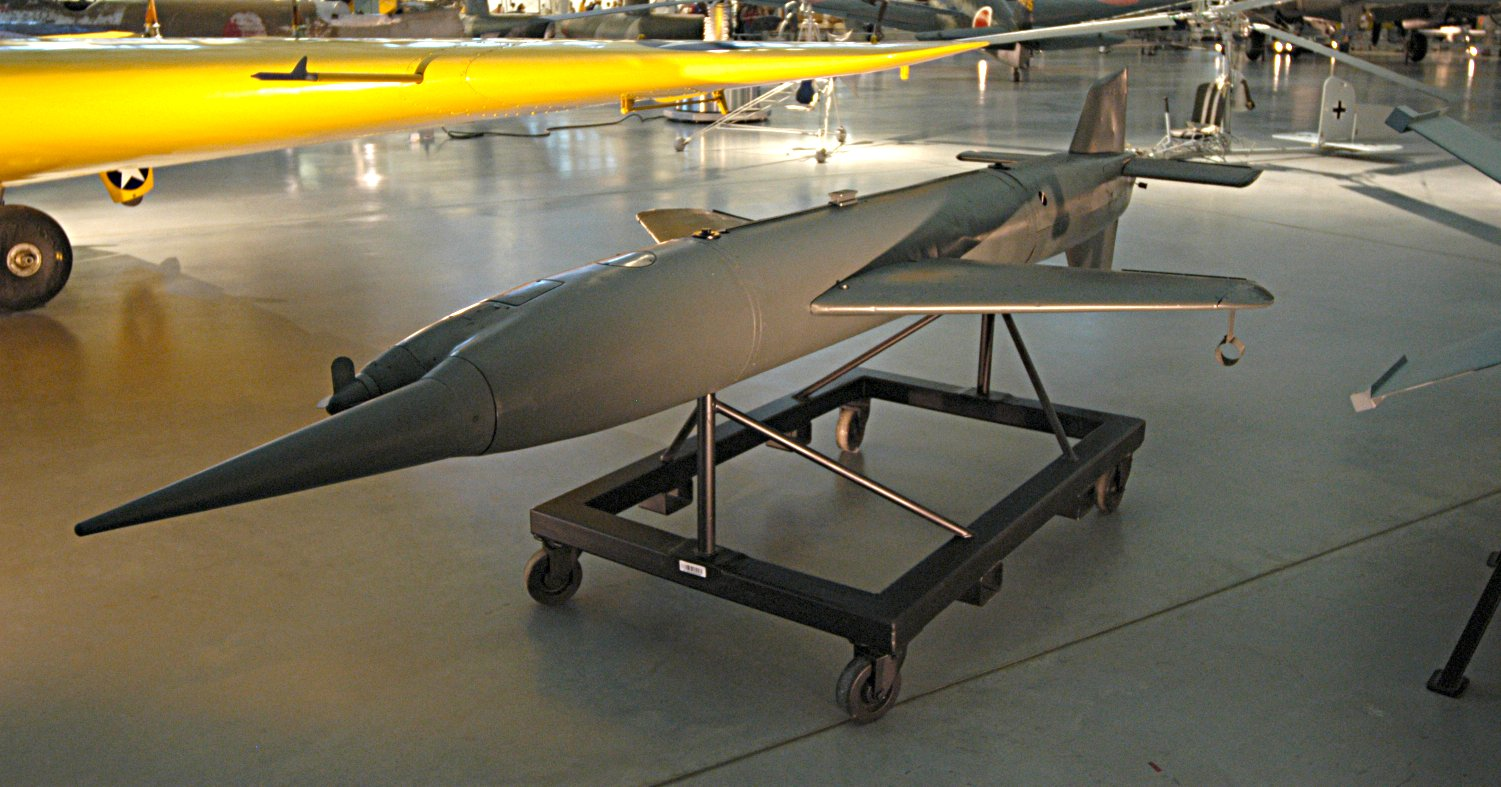
Hs 117 «Шметтерлінг» (експонат у Національному музеї авіації та астронавтики США)

Henschel Hs 117 «Шметтерлінг» (нім. Schmetterling — «метелик») — керований по радіо ракетний снаряд класу «земля — повітря», розроблений під час Другої світової війни у Третьому Рейху.

## Історія
Попередня розробка була виконана в фірмі «Хеншель» в 1941 році під керівництвом Герберта Вагнера та запропоновано Рейхсміністерству авіації, але була відкинута, оскільки нацистське керівництво вважало перевагу Німеччини в повітрі переважною, а розробку нових засобів ППО зайвою. Однак у 1943 році, в умовах постійно наростаючих бомбардувань території Німеччини стратегічною авіацією США і Великої Британії, керівництво Третього Рейху вирішило (надто пізно) відновити ряд заморожених раніше проєктів ППО, у тому числі й «Шметтерлінг». Фірма Хеншель отримала замовлення на розробку і виготовлення Hs 117. До травня 1944 року було виготовлено і випробувано 59 дослідних примірників, 33 пуски були аварійними.
Серійне виробництво було призначено на грудень 1944 року. Проте тільки в січні 1945 року був готовий прототип для серійного виробництва, а в лютому від проекту відмовилися через відсутність ресурсів на його реалізацію: бойові дії йшли вже на території Німеччини, і значна частина її промислового потенціалу була зруйнована або потрапила в зону окупації військами антигітлерівської коаліції.

## Опис
Hs 117 «Шметтерлінг» був одним із самих екзотичних проєктів в історії безпілотних засобів ППО. За аеродинамічною схемою — більше нагадував літак, ніж ракету, крім того, його фюзеляж мав 2 носових закінчення. Ліве — довше — укладало в собі бойову частину, а на правому розміщувався повітряний гвинт, що обертається набігаючим потоком повітря і приводив у рух генератор — джерело електроживлення снаряду. Маршовий двигун — РРД. Компоненти палива — тонка (пальне) і азотна кислота (окислювач). В основній модифікації снаряд стартував з катапульти, встановленої на землі. Початковий розгін снаряду надавали 2 твердопаливних прискорювача, які закріплювалися на фюзеляжі зверху і знизу. Після вичерпання свого запасу палива прискорювачі скидалися. Передбачався і варіант, що стартує з літака-носія. Наведення на ціль виконувалося оператором, який спостерігав за ціллю і снарядом через телескопічний приціл і за допомогою джойстика виробляв команди управління польотом, які передавалися по радіо на бортову систему управління.

## Технічні характеристики
- Назва: Hs 117 Schmetterling.
- Виробник: Хеншель.
- Маршовий двигун: РРД BMW 109—558 з тягою 3,7 кН (375 кгс); ресурс 33 с.
- Компоненти палива: тонка; азотна кислота.
- Стартові прискорювачі: 2 твердопаливних прискорювача Schmidding 109—553 із сумарною тягою 17,1 кН (1750 кгс); час роботи 4 с.
- Довжина фюзеляжу: 4,0 (4,2) м.
- Діаметр фюзеляжу: 350 мм.
- Розмах крил: 2 м.
- Стартова маса: 420 кг (без прискорювачів).
- Маса 2 прискорювачів: 170 кг.
- Середня швидкість: 270 м/с.
- Діяльність перехоплення: 32 км.
- Максимальна висота: 10 700 (15 500) м.
- Маса бойової частини: 25 кг.
- Бойове застосування: не було.